# الحسابات الوظيفية للشعور
يفترض الحساب الوظيفي للشعور أن للمشاعر دور في تسهيل الاستجابات التكيفية مع التحديات البيئية. بعبارة أخرى، يمكن اعتبار المشاعر أنظمة قادرة على الاستجابة للمدخلات البيئية، مثل التحديات الاجتماعية أو الفيزيائية، وإنتاج المخرجات التكيفية، مثل سلوك معين. من خلال هذه الحسابات، تتجلى المشاعر في أحاسيس وسلوكيات غير قابلة للتكيف، لكن تبرز أهميتها في إعلام الفرد وتهيئته للاستجابة على التحديات البيئية، بالإضافة إلى دورها الجوهري في بناء التفاعلات والعلاقات الاجتماعية.
يختلف الباحثون المؤيدون لمنظور المشاعر الوظيفي حول وجوب تحديد المشاعر ووظائف كل منها من ناحية التكيف التطوري أو من ناحية المفاهيم المبنية اجتماعيًا. مع ذلك، يكمن هدف الحساب الوظيفي للشعور في وصف أسباب اختبار البشر لمشاعر معينة، وليس في تفسير المكونات الدقيقة للشعور. نتيجة لذلك، يوافق الوظيفيون عمومًا على وجوب اختبار الباحثين لكل من أسباب هذه المشاعر، أو مدخلاتها، ونتائج هذه المشاعر، أو مخرجاتها، بهدف استنتاج الوظائف الخاصة بمشاعر معينة.
قد تختلف الأحداث المثيرة لشعور معين والتظاهرات السلوكية المرتبطة بهذا الشعور بشكل كبير بناءً على السياق الفردي والثقافي. يزعم الباحثون بالتالي أن فهم الحساب الوظيفي للشعور بوصفه نظام مدخلات ومخرجات ثابت غير صحيح، إذ يجب النظر فيه بوصفه نظامًا ديناميكيًا مرنًا قادرًا على التفاعل مع أهداف الفرد وخبراته وبيئته من أجل التشكيل التكيفي للمعالجة والاستجابة العاطفية لدى الفرد.

## وظائف الشعور
يعمل الحساب الوظيفي لأي نظام على تقييم وظائفه المحددة فيما يتعلق بالعوامل المثيرة لتنشيط هذا النظام، إلى جانب التغيرات التالية لتنشيط النظام. من الجدير بالذكر، لا يُعتبر كل سبب ونتيجة لنظام ما أمرًا مخصوصًا بالوظيفة الأساسية لهذا النظام؛ تمثل الوظيفة الأساسية الهدف المحدد الذي يحققه النظام. على سبيل المثال، تمتلك الأدوات وظائف معينة قابلة للتحديد من ناحية امتلاك هذه الأدوات لسمات معينة والمشاكل القادرة على حلها في العادة. نتيجة لذلك، على الرغم من إمكانية استخدام المقص كسلاح، أو كمثقلة للورق، صُممت الشفرتان الحادتان للمقص للقص، وتتمثل المشكلة التي يحلها المقص عادة في الحاجة إلى قص شيء ما. يُعتبر القص بالتالي الوظيفة الأساسية للمقص.
بالمثل، تحدد الحسابات الوظيفية للشعور وظائف شعور معين فيما يتعلق بسبب ارتباط هذا الشعور مع سمات معينة، مثل تغيرات جسمية ومعرفية معينة، بالإضافة إلى المشكلة البيئية التي يساعد هذا الشعور على حلها. على سبيل المثال، السبب الكامن خلف ارتباط الغضب في العادة مع ارتفاع معدل ضربات القلب والرغبة في مواجه مصدر الغضب. كيف يساعد شعور الفرد بالغضب استجابة منه لمشكلة بيئية ما في تغيير بيئته بطريقة مفيدة؟ يحاول باحثو الشعور الإجابة على مثل هذا السؤال فيما يتعلق بمختلف المشاعر البارزة، بما في ذلك المشاعر السلبية مثل الحزن، والحرج والخوف والمشاعر الإيجابية مثل الحب، والمتعة والهيبة. من أجل تحديد الوظيفة الأساسية لكل من هذه المشاعر، يختبر الباحثون وظائفها الشخصية الداخلية، أو كيفية عمل المشاعر على مستوى الفرد لمساعدته في التنقل في محيطه، أو وظائفها بين الأشخاص، أو كيفية عمل المشاعر على مستوى المجموعة لتسهيل التواصل، والتنسيق والتعاون بشكل فعال.

## الوظائف الشخصية الداخلية
عند اختبار الوظائف الشخصية الداخلية للمشاعر، أو كيفية عمل المشاعر لمساعدة الفرد على التنقل والاستجابة لبيئته، يلجأ الباحثون بشكل نموذجي إلى توثيق التغيرات الفيزيولوجية، والتجارب الذاتية والدوافع السلوكية المتعلقة بالمشاعر المختلفة. على سبيل المثال، يرتبط الغضب مع درجة مرتفعة من التيقظ، وأحاسيس عدم الموافقة أو عدم الرضا مع بعض الأحداث إلى جانب وجود دافع للتعبير عن عدم الموافقة أو اتخاذ إجراء ضد مصدر عدم الرضا.
نظرًا إلى كيفية تأثير الاستجابات الشعورية على تجربة الفرد وسلوكه، يصف الباحثون الوظائف الشخصية الداخلية لمشاعر معينة بالنسبة لكيفية إعلام الفرد وتهيئته للاستجابة على تحديات بيئية محددة. على سبيل المثال، يؤدي الشعور بالغضب عادة إلى إعلام الفرد بشيء غير عادل في بيئته، مثل تعرضه للخيانة من شخص عزيز، أو تهديده بالعنف الجسدي من متنمر أو الفساد. يرتبط الغضب مع انحراف التدفق الدموي داخل الجسم نحو الأطراف بعيدًا عن الأعضاء الداخلية، ما يهيئ الفرد فيزيولوجيًا للتحرك باتجاه سبب الغضب. حتى في الحالات غير المتطلبة للتنقل أو المواجهة الجسمية من أجل التعامل مع الشخص أو الحدث غير العادل، تميل الدرجة العالية من التيقظ والحساسية الشعورية المرتبطة بالغضب إلى تحفيز الفرد لمواجهة المسألة. تميل الاستجابات الشعورية إلى التضاؤل بمجرد تغير العامل المحرض للمشاعر، أو السبب البيئي للشعور، ما يشير إلى عمل المشاعر على مستوى الفرد بهدف تحريض فعل أو سلوك ما قادر على التعامل مع المحرض. على سبيل المثال، يتضاءل الغضب عادة بعد الحصول على اعتذار أو استعادة العدالة من وجهة نظر الفرد.

### الوظائف بين الأشخاص
ترتبط إحدى الجوانب الجوهرية لكيفية مساعدة المشاعر الفرد على التنقل التكيفي مع العالم في وظائفها بين الأشخاص، أو كيفية تأثيرها على التفاعلات والعلاقات الاجتماعية. تُعتبر التعابير الشعورية، مثل الابتسامة أو العبوس، غير إرادية نسبيًا، ما يجعلها إحدى مصادر المعلومات التي يمكن الاعتماد عليها فيما يتعلق بمشاعر الفرد، ومعتقداته ونواياه تجاه الأشخاص المحيطين به. يُعد التواصل بين هذه المعلومات أمرًا جوهريًا من أجل بناء العلاقات الاجتماعية، بالإضافة إلى التفاوض والتنسيق بين المجموعات، إذ لا يقتصر ذلك على كيفية تفكير الأفراد وشعورهم، بل يشمل أيضًا كيفية سلوكهم المحتمل. تستطيع هذه المعلومات بدورها توجيه تفكير الأشخاص، وشعورهم وسلوكهم تجاه هذه التعبيرات عن المشاعر. على سبيل المثال، تستطيع التعبيرات الشعورية تحريض استجابات شعورية تكميلية، مثل الشعور بالخوف كاستجابة على الغضب، أو الذنب كاستجابة على خيبة الأمل. تؤدي هذه التعبيرات أيضًا إلى تحريض مشاعر تبادلية، مثل التعاطف أو الحب. نتيجة لذلك، تلعب المشاعر دورًا جوهريًا في نقل المعلومات القيمة في التفاعلات الاجتماعية ما من شأنه المساعدة في تنسيق سلوك المجموعة بسرعة حتى في حالة غياب التواصل الشفهي الصريح.
نظرًا لهذا الدور التواصلي الخاص بالمشاعر، تساهم المشاعر في تسهيل التعلم من خلال عملها كمحفزات أو رادعات لأنواع محددة من الأفعال أو السلوكيات. على سبيل المثال، يتعلم الأطفال عند رؤيتهم كيفية استجابة والديهم أو أصدقائهم شعوريًا للأشياء التي يفعلونها أنواع الأفعال والسلوكيات التي يؤدي استخدامها على الأرجح إلى نتائج مرغوبة، بما في ذلك الاستجابات الشعورية الإيجابية من أولئك المحيطين بهم. تبرز أهمية هذا الدور التواصلي في معرفة كيفية سلوك الأشخاص في العلاقات البشرية بين البالغين، المهنية منها والحميمية، نظرًا إلى أن المشاعر قادرة على نقل كيفية تطور تفاعل أو علاقة معينة في اتجاهات إيجابية أو سلبية. على سبيل المثال، ينقل الغضب وصول الفرد أو المجموعة إلى حدهم الأقصى داخل التفاوض، ما يؤدي إلى البناء الفوري للاستجابات السلوكية لدى الطرف المقابل. من جهة أخرى، ينقل شعور الحزن استعداد الفرد للنئي بنفسه عن هدف معين، بالإضافة إلى إمكانية الانسحاب الاجتماعي من شخص أو مجموعة معينة، ما يشير بالتالي إلى وجود خطر على علاقة قيمة محتملة.
وُجد أيضًا أن المشاعر لها دور في تنظيم هوية المجموعة، إذ تميل الخبرات الشعورية المشتركة إلى تعزيز الهوية المشتركة الاجتماعية، والتضامن داخل المجموعة والهوية الثقافية. علاوة على ذلك، تلعب المشاعر دورًا في تعريف دور الفرد داخل المجموعة وتحديده، إذ يرتبط الدور المحدد الذي يتولاه الفرد (على سبيل المثال، الرعاية، الحماية، القيادة) مع التعبير عن نوع معين من المشاعر، مثل التعاطف، أو الغضب، أو الخوف أو الإحراج.